# 8690 Swindle
8690 Swindle (1992 SW3) là một tiểu hành tinh vành đai chính được phát hiện ngày 24 tháng 9 năm 1992 bởi Spacewatch ở Kitt Peak.